# Bouche cousue
Pour les articles homonymes, voir Bouche cousue (homonymie).
Pour plus de détails, voir Fiche technique et Distribution.
Bouche cousue est un film français de Jean Boyer sorti en 1960.

## Synopsis
Martin est infirmier dans une clinique privée parisienne. Victime d’une grave commotion cérébrale, un blessé sans identité arrive une nuit aux urgences. On l’opère aussitôt. À son réveil, à demi inconscient il évoque devant Martin une histoire confuse de vol de bijoux à un maharadjah de passage à Marseille… avant de tomber dans une totale amnésie. Vrais et faux policiers interrogent Martin, des gangsters le kidnappent pour qu’il révèle les précieux renseignements, mais… l’infirmier reste bouche cousue !

## Fiche technique
- Réalisation : Jean Boyer, assisté de Alain Roux
- Scénario : Jean-Pierre Feydeau
- Adaptation : Jean Boyer
- Dialogues : Serge Veber
- Décors : Robert Giordani
- Photographie : Charles Suin
- Montage : Jacqueline Brachet
- Son : René Sarazin
- Musique : Louiguy
- Cadreur : Marcel Franchi
- Photographe de plateau : Gaston Thonnart
- Producteurs : Jean Boyer et Robert Dorfmann pour Les Films Jean Boyer, et Silver Films
- Directeur de production : Jean Desmouceaux
- Distributeur : Coronis
- Tournage : du 5 octobre au 2 novembre 1959
- Pays d'origine :  France
- Format : Noir et blanc  - 35 mm - Son mono
- Genre : Comédie
- Durée : 90 minutes
- Date de sortie : 
  - France -  27 avril 1960 à Paris

## Distribution
- Darry Cowl : Martin
- Jacques Hilling : Polo
- Sacha Pitoeff : Jo
- Fernand Sardou : Marius
- Judith Magre : Barbara
- Edmond Ardisson : Titin
- Georges Audoubert : Rapha
- Pierre Sergeol : Gégène
- Charles Bouillaud : le portier
- Jacques Mancier : l'inspecteur Dubois
- Alain Feydeau : le médecin de la clinique
- Jacques Ary